# Silbermond
A Silbermond egy 1998-ban alakult német pop-rock együttes (ekkor még az Exakt nevet viselte). 2002-től nevezik magukat Silbermond-nak. Legismertebb dalaik a Symphonie, Das Beste és az Irgendwas bleibt. Eddig több mint három millió lemezt adtak el. Többször is elnyerték több ország VIVA Comet-díjait.

## Történet

### Kezdetek
A Silbermond tagjai a szülővárosukban megrendezett zenei projekten, a Ten Sing-en találkoztak, ahol a fiúk egy zenekarban játszottak, Stefanie pedig egy kórusban énekelt. Rövid időn belül egy másik énekesnő és egy billentyűs csatlakozásával megalapították az Exakt nevű zenekart. 2000-ben azonban a másik énekesnő és a billentyűs kilépett az együttesből, így ismét négyen maradtak és a keresztneveik kezdőbetűiből megalkotott JAST néven zenéltek tovább.
Ezután több zenei versenyen is részt vettek, ahol még első helyet is sikerült szerezniük (Beat 2000, Music Act 2001). Azonban rövid időn belül rádöbbentek arra, hogy angoltudásuk nem elegendő arra, hogy ki tudják vele fejezni zenéjük valódi mondanivalóját. Végül a dobos, Andreas 2002-ben egy német nyelvű szöveggel érkezett a próbaterembe és a német szöveggel megszületett a Silbermond.

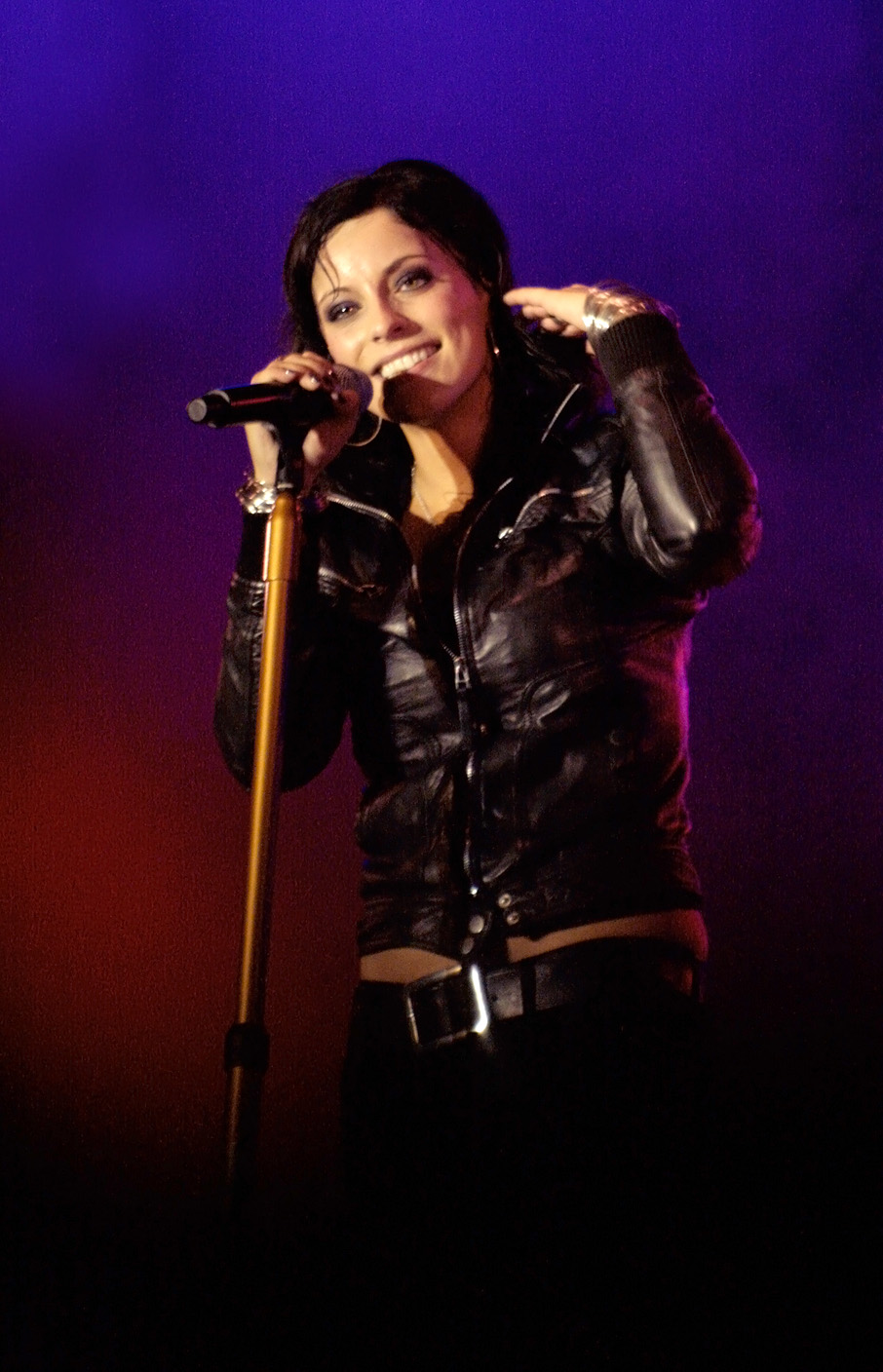
Stefanie Kloß

### 2004–2005:Verschwende deine Zeit
2004 márciusában került a lemezboltokba első kislemezük, mely a mach's DIR selbst címet kapta. Eközben Jeanette Biedermann előzenekaraként harminckilenc fellépés keretében megmutathatták magukat a nagyközönségnek Németországban, Ausztriában, Svájcban és Olaszországban. Verschwende deine Zeit című debütáló albumuk, valamint Durch die Nacht és Symphonie című kislemezük megjelenésével a zenekar megerősítette pozícióját a német zenei életben és megjelentették az első koncert dvd-jüket is.
2005. július másodikán Berlinben adtak élőkoncertet, és még aznap este Münsterben a szabad színpadon is felléptek.

### 2006-2007:Laut Gedacht
Második lemezük, amely a Laut Gedacht nevet kapta, már 2006 tavaszán megjelent és rövid időn belül a toplisták élére került Németországban. Két kislemezük (Unendlich és Meer Sein) megmutatta az együttes változatosságát, jelentős rajongótábort eredményezett nekik és egész Németországban ismertté tette őket. Das Beste című daluk 2006 őszén jelent meg, több hétig uralta az első helyet és valószínűleg egy a legnépszerűbb esküvői dalok között a német nyelvű országokban. Az album kiadását szintén egy koncert dvd és egy sikeres turné követte. 
A 2007-es év további sikereket hozott a Silbermondnak, A Das Beste című dalt az év slágerének választották, valamint a legjobb élő nemzeti előadó díját is hazavihették.

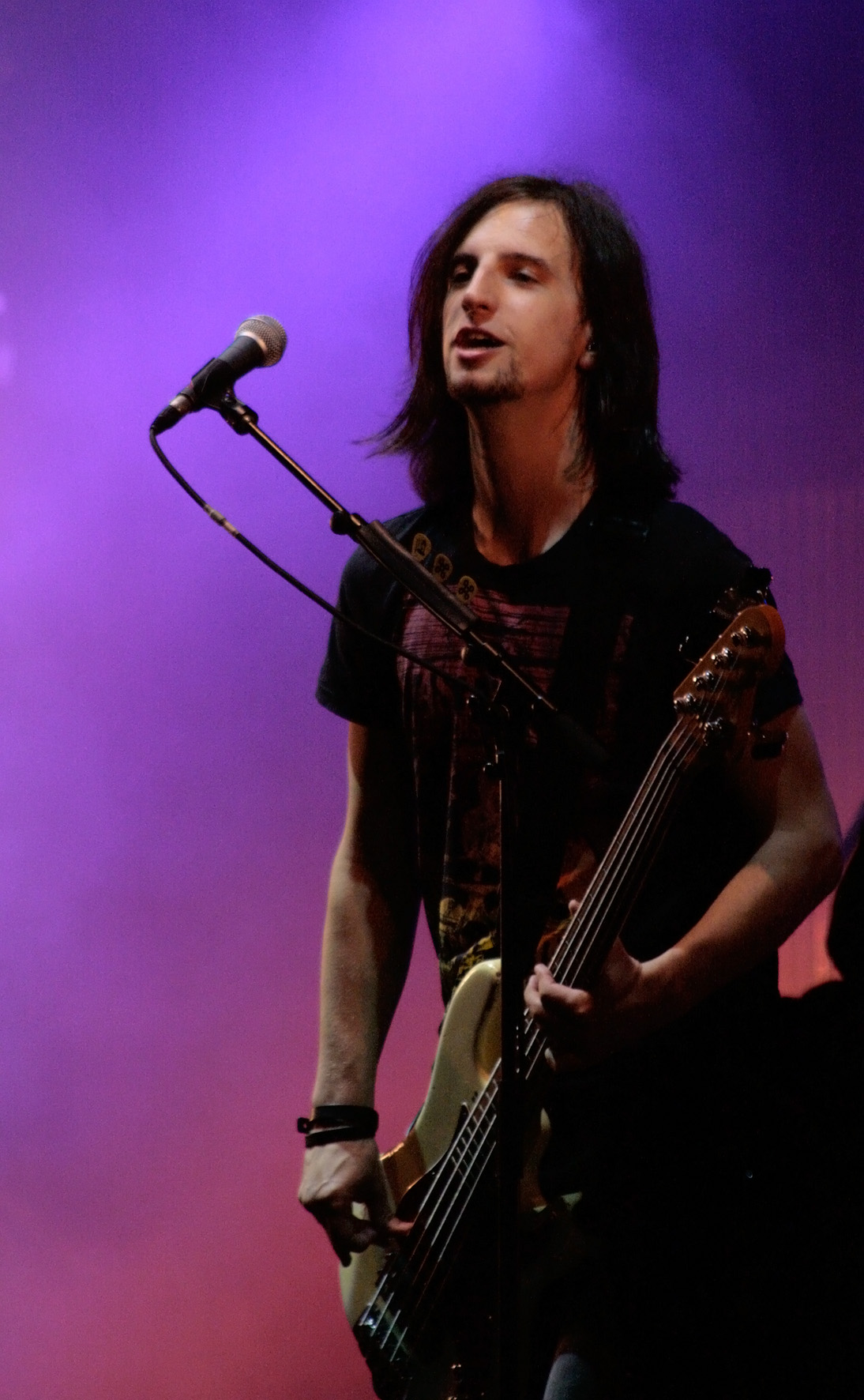
Johannes Stolle

### 2009-2010:Nichts Passiert
A harmadik albumuk megjelenéséig már több idő telt el. Ennek az volt az oka, hogy féltek attól, hogy csak ismételnék magukat és attól, hogy nem lesz elég jó a lemez. A félelem alaptalan volt, hiszen a Nichts Passiert című újabb albumuk és az Irgendwas bleibt című kislemez is az előzőekhez hasonlóan jó helyen végzett a toplistán. Másik kislemezük Ich bereue nichts néven került a boltok polcaira, majd nem sokkal később a német kislemezek toplistájának huszadik helyét is sikerült elfoglalnia. A Nichts Passiert turnéval ismét egy sikeres koncertsorozatot könyvelhettek el a zenekar tagjai.

### Himmel Auf
Himmel Auf című negyedik albumuk 2012 tavaszán jelent meg. Szintén ezt a nevet kapta a kislemez is, ezt követte még két másik single, mely a Für dich schlägt mein Herz és a Ja nevet kapta.

## Stílus
A Silbermond zeneileg a pop-rock műfajába sorolható. A szövegek német nyelven íródnak. A kislemezek főleg balladák, mint például Symphonie, Unendlich, Durch die Nacht vagy Das Beste, azonban vannak gyorsabb számaik is.
A legtöbb számot Andreas Nowak und Thomas Stolle írják.

## Albumok

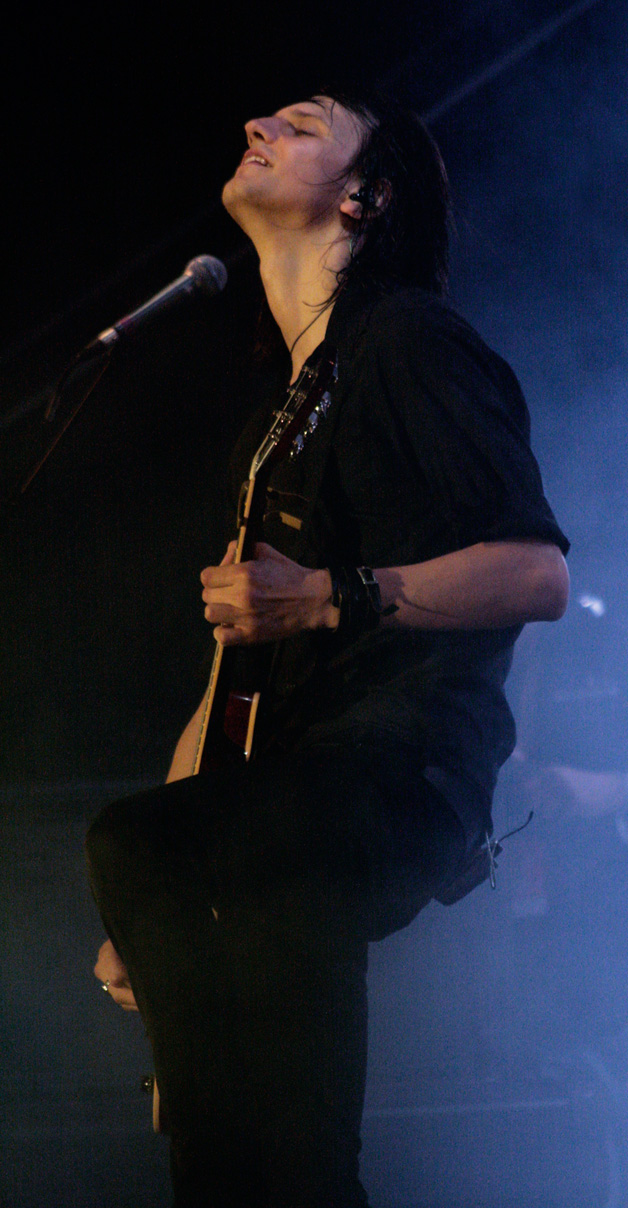
Thomas Stolle

| Év   | Cím                    | Németo. | Ausztria | Svájc    | Megjegyzés      |
| ---- | ---------------------- | ------- | -------- | -------- | --------------- |
| 2004 | Verschwende deine Zeit | 2. hely | 4. hely  | 18. hely | Eladás: 480 000 |
| 2006 | Laut Gedacht           | 1. hely | 1. hely  | 3. hely  | Eladás: 500 000 |
| 2009 | Nichts Passiert        | 1. hely | 1. hely  | 1. hely  | Eladás: 280 000 |
| 2012 | Himmel Auf             | 2. hely | 2. hely  | 3. hely  | Eladás: 240 000 |

## Kislemezek
| Év   | Cím                                                   |
| ---- | ----------------------------------------------------- |
| 2004 | Mach's dir selbst! Durch die Nacht Symphonie          |
| 2005 | Zeit für Optimisten                                   |
| 2006 | Unendlich Meer sein Das Beste                         |
| 2007 | Das Ende vom Kreis                                    |
| 2009 | Irgendwas bleibt Ich bereue nichts Krieger des Lichts |
| 2010 | Unendlich                                             |
| 2012 | Himmel auf Für dich schlägt mein Herz Ja              |

## Külső hivatkozások
- HIVATALOS OLDAL
- MySpace-Profil
- Discogs
- MusicBrainz